# Puttalam
Puttalam, (en singhalais : පුත්තලම; en tamoul : புத்தளம்), est une ville du Sri Lanka. Elle est le chef-lieu du district de Puttalam, situé dans la Province du Nord-Ouest.
La population était de 45 401 habitants en 2001.
La ville est reliée à Colombo par le canal Hamilton.